# NGC 6161
NGC 6161 (другие обозначения — MCG 6-36-46, ZWG 168.13, HCG 82C, KUG 1626+329B, IRAS16264+3255, PGC 58235) — спиральная галактика (Sc) в созвездии Геркулес.
Этот объект входит в число перечисленных в оригинальной редакции «Нового общего каталога».